# Paul Böhm (politik)
Paul Böhm, též Pavel Böhm (8. prosince 1832 Jevišovice – ???), byl rakouský politik německé národnosti z Moravy; poslanec Moravského zemského sněmu a významný komunální politik v Třebíči.

## Biografie
Narodil se v Jevišovicích u Znojma. Věnoval se kupecké profesi. Po šest let sloužil u četnictva, pak od roku 1860 působil jako samostatný obchodník v Třebíči.
Byl obecním radním v Třebíči. Už v roce 1867 se uvádí mezi zvolenými radními. Když se toho roku stal starostou města Čech Ignát Přerovský, byl Paul Böhm vůdcem německé radniční opozice. Kritizoval Přerovského mj. kvůli údajným finančním nesrovnalostem v hospodaření obce. V roce 1872 adresoval na místodržitelství petici, na jejímž základě bylo zastupitelstvo rozpuštěno. V nových komunálních volbách roku 1873 zvítězil německý tábor a Přerovský skončil na postu starosty a nahradil ho Němec Carl Fundulus mladší, který ale praktické otázky vládnutí nechával na Böhmovi coby náměstkovi starosty, jenž tak tehdy patřil mezi nejvlivnější komunální politiky. Ve městě nebyl částí obyvatelstva oblíben kvůli své panovačné a bezohledné povaze, ale jako cílevědomý a energický politik si zachovával značnou moc, přičemž usiloval o zachování německé jazykové a kulturní dominance v Třebíči. Zasloužil se o opatření rychlé finanční pomoci po velkém požáru města roku 1873, o provedení regulace řeky Jihlavy na průtoku Třebíčí a o výstavbu železniční tratě Třebíč – Jihlava. Podílel se na založení místních spolků. Do obecní rady se dostal i v komunálních volbách roku 1876, které čeští voliči bojkotovali. Tehdy jeho vliv vyvrcholil. Nebyla ani svolávána městská rada a většina zásadních rozhodnutí byla činěna v úzkém kruhu. Jenže koncem dekády se proti němu objevila silná opozice i mezi třebíčskými Němci. Byl obviněn ze zneužívání veřejných peněz, protože nechal pro konání plesu německých spolků zbořit příčné zdi v několika třídách městské dívčí školy, které se pak po bálu musely znovu postavit. Čelil dokonce trestnímu stíhání, ale to bylo nakonec pozastaveno. Po obecních volbách roku 1879 sice zůstali Němci v převaze, ale část německé strany stojící v opozici proti Böhmovi uzavřela dohodu s Čechy. Böhm byl sice zvolen do obecního výboru, ale členem obecní rady se nestal, naopak v ní zasedli Češi Ignác Přerovský a advokát Julius Kofránek. Novým starostou města byl tehdy zvolen August Fundulus. Plné ovládnutí radnice se pak české straně podařilo ve volbách roku 1882, kdy už Böhm nebyl zvolen.
V 70. letech se zapojil i do vysoké politiky. V zemských volbách roku 1878 byl zvolen na Moravský zemský sněm, za kurii městskou, obvod Třebíč, Velké Meziříčí, Stonařov. V roce 1878 se uváděl coby ústavověrný kandidát (tzv. Ústavní strana, liberálně a centralisticky orientovaná). V červnu 1882 mu na schůzích německých voličů v Třebíči byla vyslovena nedůvěra. Jako poslanec je ovšem uváděn až do konce funkčního období roku 1884.
V roce 1884 se přestěhoval do Vídně.